# Drapelul Kazahstanului

Steagul Kazahstanului

Drapelul Kazahstanului sau drapelul kazah (în kazahă: Қазақстан байрағы, Қазақ байрағы, Qazaqstan bayrağı) este steagul oficial al Kazahstanului. Steagul are pe el, la mijloc, un soare, în partea de jos a căruia este un vultur.

## Foste steaguri

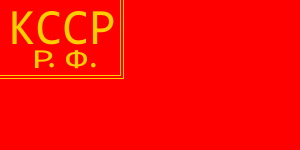
1920—1936
1937—1940
1940—1953
1953—1992